# Bike polo
Il Bike polo (anche noto come Bycicle polo o semplicemente Cycle polo) è uno sport inventato in Irlanda nel 1891 praticato su prato, che è stato presente come sport dimostrativo già alle Olimpiadi di Londra 1908.
L'hardcourt bike polo è su cemento e viene gestito tramite https://poloverse.net/c/rookie-corner/25 un forum universalmente riconosciuto nel quale vengono prese le eventuali decisioni. In Europa le comunità di bike polo attive sono https://poloverse.net/t/european-clubs/396

## Regole del gioco "Hardcourt Bike Polo"
Il gioco è molto simile all'hockey e al polo a cavallo i quali sono sostituiti dalle biciclette. Lo scopo del gioco, giocato da due squadre di tre giocatori, è segnare un gol nella porta avversaria colpendo la palla con la mazza.

### Biciclette
Si può giocare con qualsiasi bicicletta, le estremità del manubrio devono essere tappate e bisogna avere almeno un freno. Le biciclette più utilizzate hanno geometrie molto simili a bici da corsa/fisse ma con il manubrio dritto e il freno a disco sull'anteriore.  I rapporti sono molto agili per permettere accelerazioni in poco spazio. 
Le coperture per le ruote (pologuards) sono ammesse, mentre qualsiasi aggiunta al telaio destinata alla difesa non è permessa.

### Mazze
Le teste delle mazze sono in materiali plastici anti rottura e molto resistenti all'abrasione mentre l'asta è in alluminio o in fibra di carbonio.
La testa ha un forma cilindrica di circa 100 mm o poco più, da un lato è chiusa per colpire la pallina mentre l'altra parte presenta un foro che permette di incoppare la pallina (Scoop).
Ci sono vari brand dedicati al bike polo 
https://www.officinegarpez.com/raccoon-bike-polo
https://poloverse.net/t/list-of-polo-brands/398

### Giocatori
Le squadre sono composte da 3 giocatori ma ci sono tornei che presentano il formato a squadre da 4 o 5 componenti che a turno entreranno in campo senza limitazioni di numero di cambi.

### Inizio del Gioco
I giocatori iniziano la partita da dietro la propria linea di porta con la palla posta al centro del campo. Il gioco inizia quando l'arbitro dice “Polo!” o Fischia dall'apposito fischietto, dopo di che qualsiasi giocatore può correre verso la palla per prenderne possesso occupando solo la metà di sinistra del campo in caso di giocatore destrosi o solo la destra per i mancini.

### Goal
Un goal è valido quando la palla attraversa interamente la linea della porta.
Dopo un goal la squadra che ha segnato deve tornare nella propria metà campo e non può superare il centro campo finché la palla o un giocatore avversario abbiano passato la metà campo. La squadra che ha subito il goal prende possesso della palla. Nessun giocatore della squadra che ha subito il goal può passare la metà campo (con o senza palla) fino a che almeno due giocatori avversari siano tornati nella propria metà campo, uno di questi giocatori può essere il portiere che era già nella propria area. Se è stato segnato un goal un giocatore che ha messo un piede a terra non è obbligato a fare “tap out”, ma deve ritornare nella propria metà campo.

### Tiri e shuffle
Un tiro può essere fatto solo con la parte finale della mazza.
Uno shuffle si ha quando si colpisce la palla con il lato lungo della testa della mazza oppure quando la palla viene spinta con la parte finale della mazza. Un shuffle offensivo non viene considerato goal. Se la palla viene mandata in porta dalla squadra in attacco attraverso uno shuffle, il possesso della palla passa alla squadra in difesa. Se una squadra mette la palla nella propria porta in qualsiasi modo è goal per la squadra avversaria.

### Palla trascinata e pallonetti
È consentito fare pallonetto e/o trascinare la palla bloccandola con la parte finale della testa della mazza ma in ogni caso con tali metodi non si può segnare. Se la palla viene trascinata, prima di fare è goal è necessario passare la palla.

### Falli
I giocatori non devono mettere i piedi a terra. Ogni volta che un giocatore mette un piede a terra è fuori dal gioco fino a che non fa “tap out” (colpire con la mazza un oggetto messo ai due lati del campo). Il giocatore deve immediatamente fare tap-out e non ostruire volutamente il gioco. Ostruire intenzionalmente il gioco dopo aver messo un piede a terra è considerata una grave penalità.
Un possibile goal bloccato da un giocatore fuori dal gioco a causa di un piede a terra non è un goal. Appoggiarsi alla porta non è consentito, se capita, bisogna fare “tap out”.
Non è consentito lanciare la propria mazza, farlo ed è considerata una grave penalità. Un comportamento eccessivamente aggressivo, inutili sgomitate, afferrarsi, spingersi, colpire con le mani o con i piedi, testate, saranno considerate gravi penalità.
Contatti tra “pari” che sono consentiti
Contatti non aggressivi corpo-corpo, mazza-mazza o bici-bici sono consentiti. NON è consentito colpire la mazza del portiere.
Contatti tra “non pari” che sono consentiti
Il contatto corpo-palla è consentito solo se il giocatore è seduto in sella con i piedi sui pedali, una mano sulla mazza e l'altra sul manubrio. Se la palla si incastra nella bici o nel corpo di un giocatore bisogna lasciarla cadere.
Dopo ogni fallo (eccetto per il piede a terra) la squadra che subisce il fallo prende possesso della palla.
Le sanzioni che l'arbitro può applicare possono essere:
- Primo fallo accidentale = tap out. Il tap-out avviene al centro del campo su entrambi i lati.
- Secondo fallo accidentale o primo fallo volontario = doppio tap out
- Secondo doppio tap out = espulsione temporanea

Le espulsioni temporanee hanno la seguente durata:
- 30 secondi di penalità per le partite da 8 minuti;
- 45 secondi di penalità per le partite da 15 minuti;
- 1 minuto di penalità o anche in modo permanente per le partite da oltre 20 minuti.

### Time out
Gli arbitri possono chiamare ed estendere i time-out per infortuni o guasti meccanici sulla base di queste regole, ma non sono obbligati. L'arbitro farà riprendere il gioco quando necessario o se il time out non è ritenuto necessario. Un time out può essere chiamato da un giocatore solo dopo che è stato segnato un goal. È limitato ad uno per squadra e per un tempo massimo di 5 minuti.

### Arbitro
In caso di dispute c'è un arbitro designato per ogni partita. I compiti dell'arbitro sono: segnalare i goal. Determinare cosa è o non è fallo e qual è la relativa punizione. Tenere conto del punteggio. Il punteggio deve essere dichiarato dopo ogni goal. Tenere il tempo. Tenere traccia dei falli dei giocatori durante il gioco. Chiamare i time out per gravi infortuni.
I giocatori hanno la responsabilità di osservare un comportamento corretto sul campo e devono rispettate sempre la decisione dell'arbitro.

### Video e altro
https://www.youtube.com/@connectbikepolo
https://www.youtube.com/@hardcourtplayground
https://www.youtube.com/@NAHBPA
https://www.youtube.com/@northsidepolopodcast7733
https://www.youtube.com/@CordobaBiciPolo
https://youtube.com/@CGnos

## International Bicycle Polo Championships
Dal 1996 si sono disputati gli International Bicycle Polo Championships con cadenza biennale.